# El prisionero (película de 2007)
El prisionero (título original: Prisoner) es una película estadounidense de terror y suspenso de 2007, dirigida por David Alford y Robert Archer Lynn, que a su vez la escribieron, musicalizada por Jeff Elmassian y Andy Rehfeldt, en la fotografía estuvo Armanda Costanza, los protagonistas son Julian McMahon, Elias Koteas y Tom Guiry, entre otros. El filme fue producido por Double Infinity Productions y Fresh Produce Films; se estrenó el 14 de abril de 2007.

## Sinopsis
Trata acerca de un cineasta de Hollywood que es tomado como prisionero, esto sucedió en el momento que exploraba una penitenciaría lejana.